# Hawaï

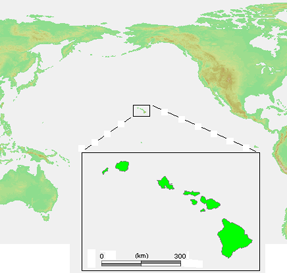
Ligging van de eilanden in de Grote Oceaan

Hawaï of Hawaii (Engels: Hawaii; Hawaïaans: Hawaiʻi) is een eilandengroep en sinds 1959 een van de vijftig staten van de Verenigde Staten. De eilanden zijn allemaal van vulkanische oorsprong en liggen in het Polynesische deel van de Grote Oceaan. In de 19e eeuw was Hawaï een zelfstandig koninkrijk, dan van 1893 tot 1898 een republiek, dan een door Amerika geannexeerd gebied, sinds 1900 een Amerikaans territorium en in 1959 trad het als vijftigste staat toe tot de Verenigde Staten. De hoofdstad is Honolulu. De staat telt 1.440.196 inwoners (2022). De standaardafkorting voor Hawaï, die als bijnaam The Aloha State heeft, is HI.
De staat is vernoemd naar zijn grootste eiland, dat ook de naam  Hawaï heeft. De naam zou afgeleid zijn van een legendarische Polynesische navigator Hawaiʻiloa die de eilanden ontdekt zou hebben.

## Eilanden
De staat Hawaï bestaat uit 137 atollen en vulkanische eilanden (waarvan de meeste klein en onbewoond) in het midden van de Stille Oceaan, waarvan de belangrijkste de Hawaïaanse archipel vormen, een snoer van achttien eilanden waarvan acht grote van west naar oost:
- Niihau
- Kauai
- Oahu (met de hoofdstad Honolulu)
- Molokai
- Lanai
- Kaho'olawe
- Maui
- Hawaï (het grootste eiland)

## Bestuurlijke indeling
Hawaï is verdeeld in vijf county's, die min of meer samenvallen met de eilandgebieden. De county's functioneren tevens als gemeente.
De belangrijkste plaatsen zijn Honolulu (390.738 inwoners), Pearl City (47.698), en Hilo (43.263).

## Geologie
De eilanden zijn van vulkanische oorsprong: ze liggen op een zogenaamde hotspot, waar magma vanuit het binnenste van de aarde als lava naar buiten komt. Doordat de aardkorst ten opzichte van de hotspot beweegt, ontstond er zo een rij van eilanden van west naar oost (de Hawaï-Emperorketen), waarbij de oudste, dode vulkanen in het westen liggen en de jongste, actieve vulkanen in het oosten. De vulkanen Kīlauea en Mauna Loa, beide gelegen in het Volcanoes National Park op het grootste eiland Hawaï, zijn nog steeds zeer actief. Kīlauea heeft bijna continu uitbarstingen, waardoor het eiland nog steeds groeit doordat lava aan de kust in zee stroomt. Ook moeten geregeld bewoonde gebieden geëvacueerd worden omdat ze door lava overspoeld worden. Mauna Loa heeft ongeveer elke 20 jaar een uitbarsting, Hualalai elke paar 100 jaar; voor Mauna Kea (een slapende vulkaan) wordt een uitbarsting elke 4000 jaar niet uitgesloten. Nog 30 km verder naar het oosten, ver onder de zeeoppervlakte, werkt een nieuwe vulkaan, Kamaʻehuakanaloa, aan de opbouw van een nieuw eiland dat over 10 000 jaar boven het zeeniveau uit zal komen.
Mauna Kea (witte berg) is, van de voet tot de top gemeten, de hoogste berg ter wereld: de berg rijst 10203 meter uit boven de zeebodem, en 4207 meter boven zeeniveau. Mauna Loa (lange berg) is de zwaarste berg ter wereld; hij is slechts enkele meters lager dan Mauna Kea, maar heeft een bredere basis. De berg Haleakala (huis van de zon), een vulkaan op Maui, is bij toeristen bijzonder geliefd. De vulkaan is onderdeel van het nationaal park Haleakala.
Door het vulkanisme komen er veel aardbevingen voor in Hawaï. Deze aardbevingen veroorzaken tsunami's met weinig waarschuwingstijd, zoals die in 1868 en 1975. Ook aardbevingen elders in de Grote Oceaan kunnen tsunami's veroorzaken die de eilanden bereiken (11 sinds 1868). Aardbevingen in 1946 in de Aleoeten en in 1960 in Chili veroorzaakten veel slachtoffers en schade in Hilo. Daarnaast zijn in het verleden grote delen van Molokai en Oahu in zee afgezakt waardoor mega-tsunami's ontstonden.

## Flora en fauna

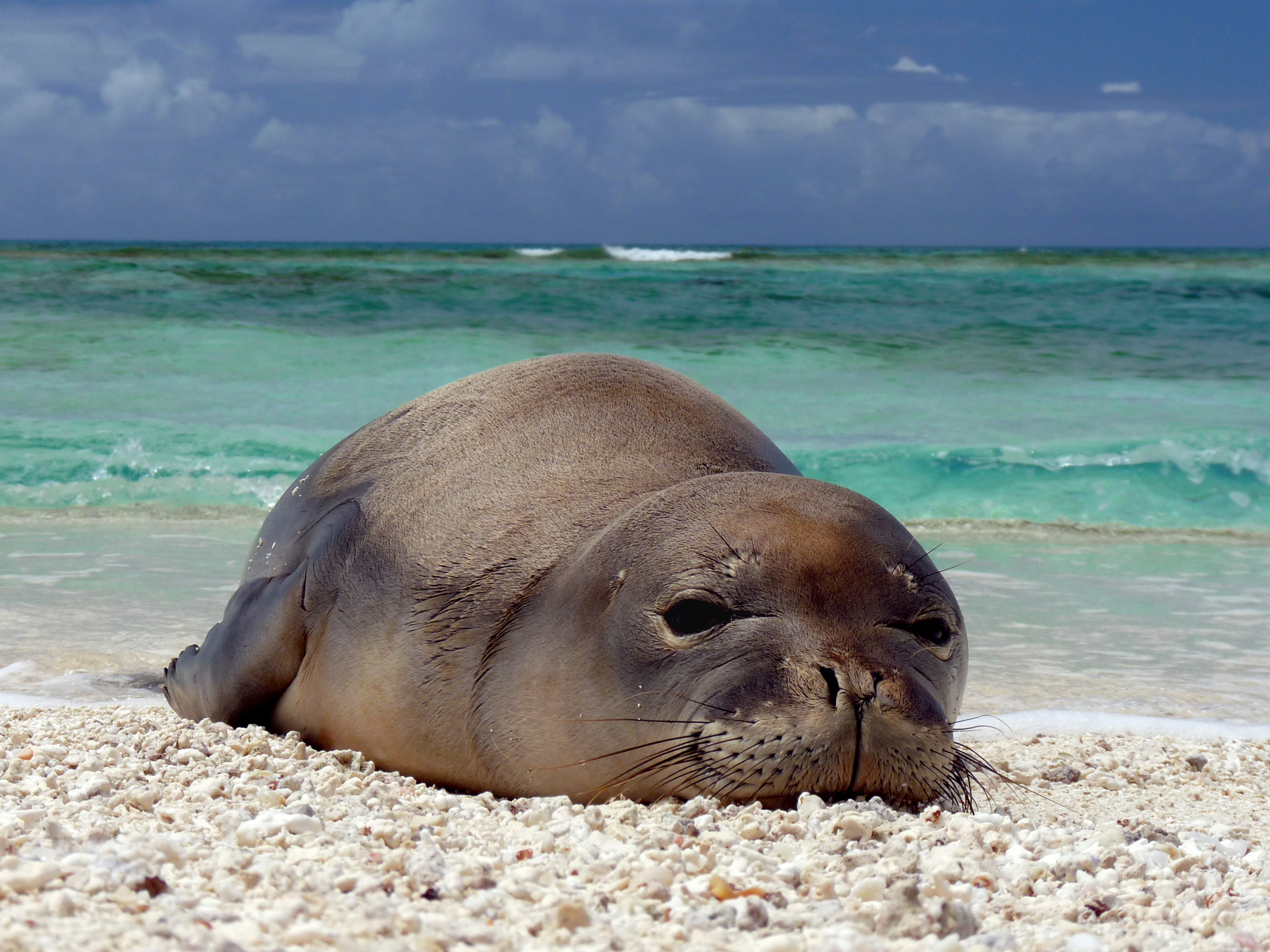
Hawaïaanse monniksrob

De eilanden liggen meer dan 2.000 km van het Amerikaanse continent en bijna 4.000 km van Japan en vormen daarmee een van de meest geïsoleerde eilandengroepen ter wereld. Door de geïsoleerde ligging in de Grote Oceaan hebben planten en dieren voor de komst van de mens de eilanden bereikt via wind, golven of vleugels, en zijn er vele endemische planten en dieren. Echter vele soorten zijn bedreigd of reeds uitgestorven. In de 19e eeuw werden door Europese zeevaarders varkens, geiten en andere dieren ingevoerd die veel inheemse dieren verdrongen. Voorbeelden van endemische dieren zijn de Hawaïaanse monniksrob, de hawaïgans, de laysaneend en de Theridion grallator. Endemische planten zijn onder andere Diospyros sandwicensis en Brighamia insignis.
In Hawaï bevindt zich tussen Maui, Lanai en Molokai het Hawaiian Islands Humpback Whale National Marine Sanctuary, waar elk jaar tussen 6000 en 10000 bultruggen overwinteren (in de zomer zijn ze in de buurt van Alaska).

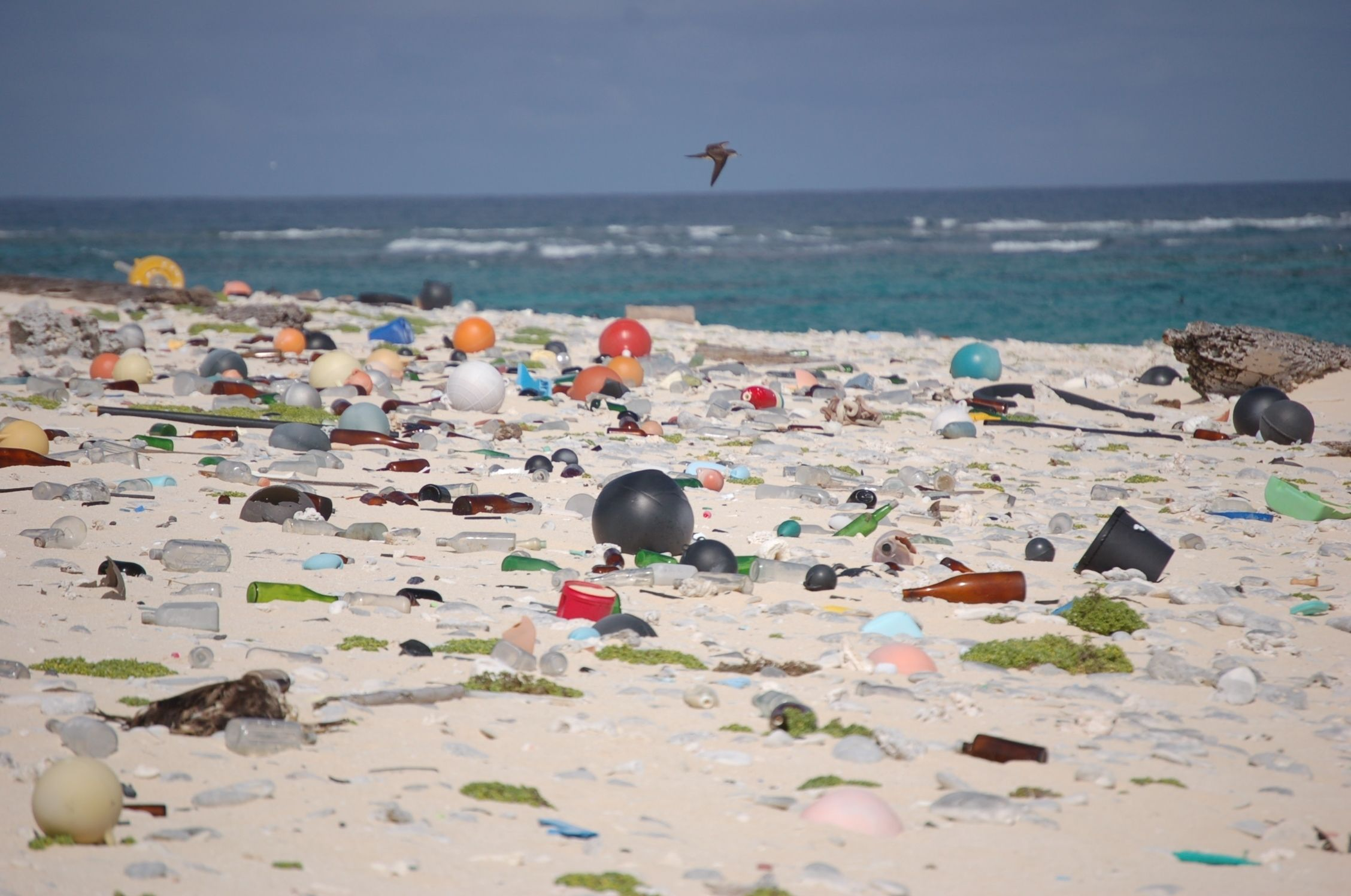
Plasticvervuiling op Laysan

De kusten van Hawaï zijn tegenwoordig ernstig vervuild door de plasticsoep, die in een van de stromingen van de Grote Oceaan rond de archipel wordt gepompt. Een deel van het afval komt terecht in een dikke laag op de stranden.

## Klimaat
Het weer in Hawaï is vrijwel constant en er zijn ook weinig temperatuurverschillen. In Hawaï onderscheidt men twee seizoenen, de zomer en de winter. De zomer begint in mei en duurt tot en met oktober en wordt ook het Kau genoemd. De winter begint in november en duurt tot en met april. Dat seizoen wordt ook het Ho'oilo genoemd. De dagtemperaturen in de zomer zijn gemiddeld 29,4 °C. In de winter is de gemiddelde temperatuur 26,6 °C. De nachttemperatuur bedraagt respectievelijk gemiddeld 19,4 °C en 15,6 °C.
Temperatuur en vochtigheid worden vooral bepaald door de bijna constante passaatwind uit het oosten (die echter soms ook wegvalt). De temperaturen zijn veel lager op de vulkanen Mauna Kea en Mauna Loa, waar in de winter regelmatig sneeuw valt. De passaat bepaalt ook de hoeveelheid regen: de loefzijde van de eilanden is zeer regenrijk, terwijl de lijzijde zeer droog is. Mount Waiʻaleʻale op Kauaʻi is een van de regenrijkste plaatsen op aarde (11,7 m regen per jaar).
Hawaï wordt soms bezocht door orkanen; het orkaanseizoen is van juni t/m november. Op 11 september 1992 veroorzaakte de orkaan Iniki veel schade op Kauai.

## Geschiedenis

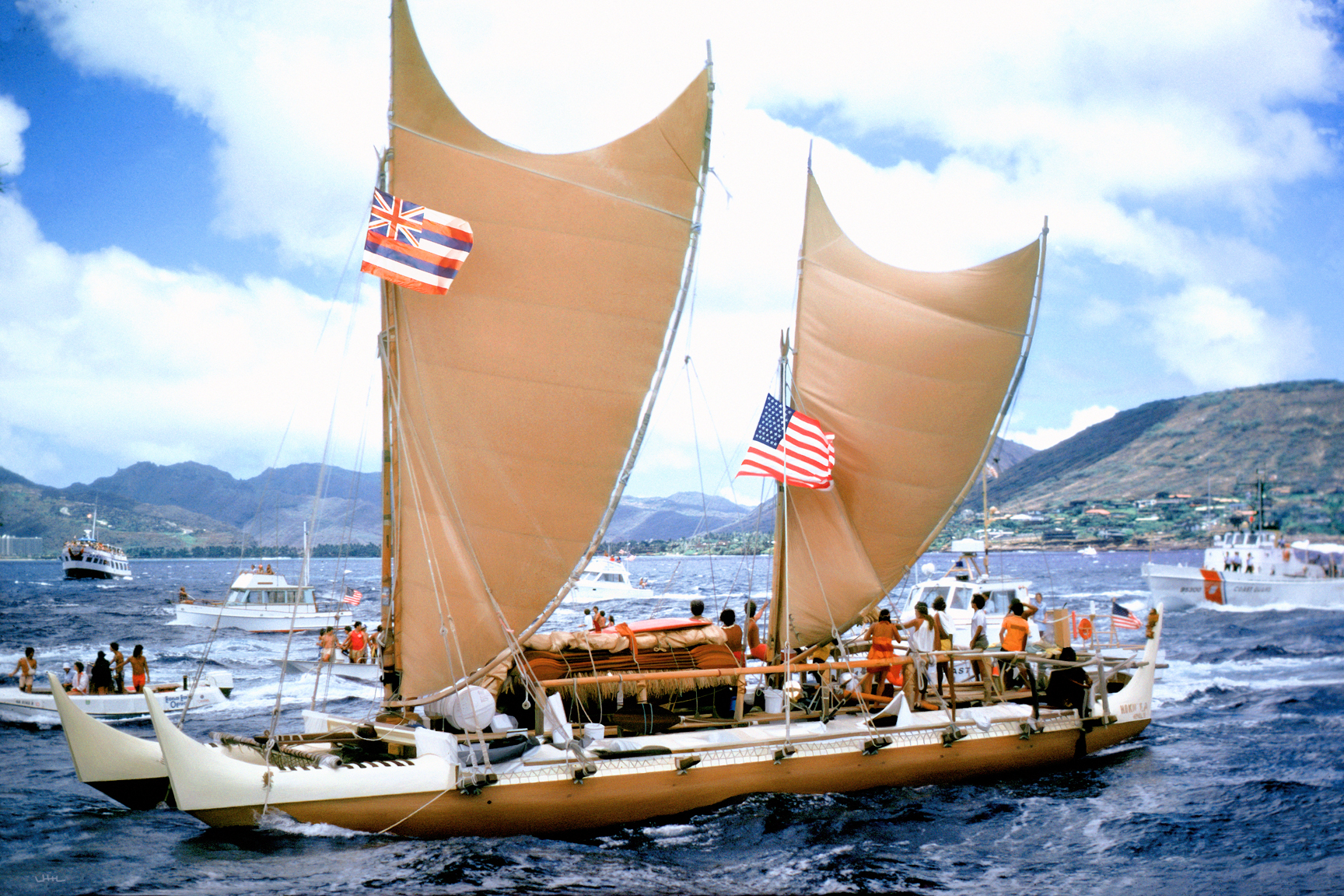
Nagebouwde Polynesische zeilkano in de haven van Honolulu

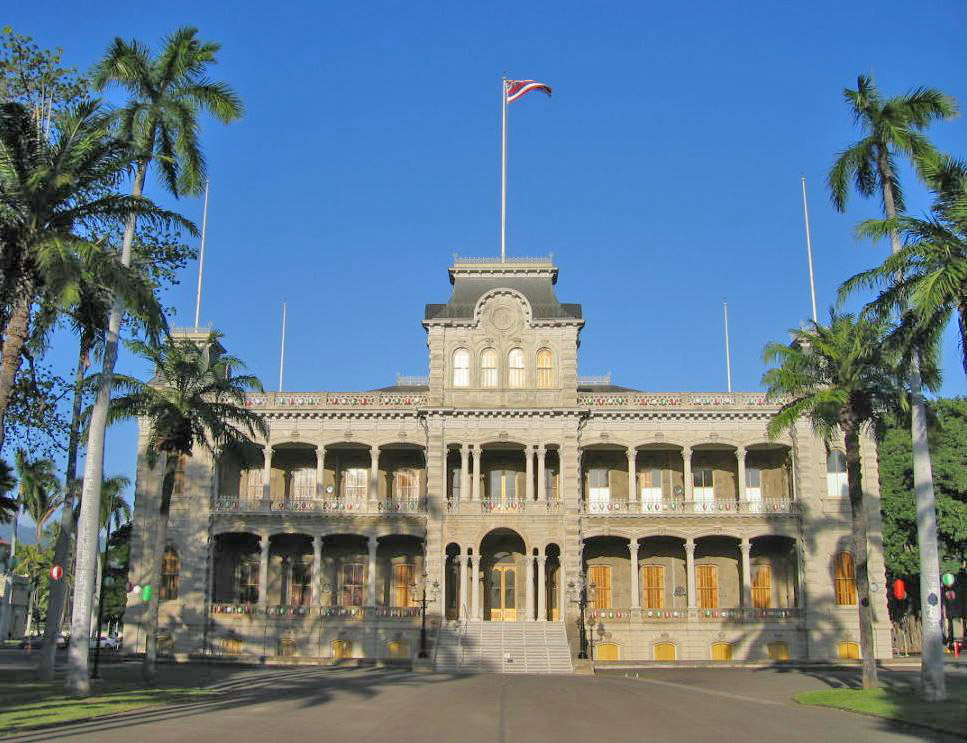
Het Iolanipaleis in Honolulu, het enige voormalig koninklijk paleis in de Verenigde Staten

Hawaï wordt sinds ca. 400 n.Chr. bewoond door Polynesiërs, waarschijnlijk van de Marquesaseilanden afkomstig. Latere groepen zouden omstreeks 1100 n.Chr. uit de buurt van Tahiti gekomen zijn. Beide groepen waren bijzonder goede zeevaarders die grote zeilkano's gebruikten. De eilanden met hun bevolking zouden eeuwenlang geïsoleerd blijven van de rest van de wereld.
Hoewel het goed mogelijk is dat de Spanjaarden de eilanden reeds in de 16e eeuw gezien hebben - de eilanden liggen iets ten noorden van de route van het Manillagaljoen - is James Cook de officiële Europese ontdekker van de eilanden (1778, tijdens zijn derde wereldreis), die hij de Sandwich Islands noemde naar de toenmalige First Lord of the Admiralty, Lord Sandwich (1718-1792).

### Koninkrijk Hawaï
Onder invloed van de contacten met de Europeanen verenigde koning Kamehameha I in 1810 alle voordien vaak onderling vijandige eilanden tot het Koninkrijk Hawaï. Dit gebeurde op gewelddadige wijze met behulp van Europese wapens. Alleen Kauai trad vrijwillig toe tot het koninkrijk. De eilandengroep werd na verloop van tijd een constitutionele monarchie met een parlement.
Onder koning Kamehameha II werd in 1819 het oude kastenstelsel met het kapu (taboe) systeem afgeschaft. Vrouwen mochten voortaan samen met mannen eten of voedsel eten dat daarvoor voor hen verboden was. Mensenoffers werden verboden en de strikte regels betreffende hoge personen werden afgezwakt. Deze veranderingen werden gestimuleerd door Keōpūolani, de moeder van Kamehameha II, en Kaahumanu. Beide vrouwen waren echtgenotes van Kamehameha I. Ook de Hawaïaanse godsdienst (met onder anderen de goden Pele en Kupua) werd afgeschaft, hoewel nog steeds aanhangers ervan te vinden zijn. Deze politiek werd versterkt door de komst van de eerste Amerikaanse protestantse missionarissen in 1820. De Hawaïaanse koningen voerden een politiek van gastvrijheid voor vreemdelingen, waarbij zij echter wel de Engelsen tegen de Amerikanen uitspeelden. Zo wist het eilandenrijk ondanks zijn strategische ligging het grootste deel van de 19e eeuw een onafhankelijke staat te blijven. Wel vonden enkele kortstondige invasies plaats door de Britten en de Fransen.

### Revolutie & annexatie
In 1842 werd een handelsverdrag gesloten tussen het Koninkrijk Hawaï en de Verenigde Staten. De Amerikaanse missionarissen en plantage-eigenaren begonnen meer zeggenschap op te eisen en pleitten voor annexatie door de Verenigde Staten. In 1893 pleegden een aantal Amerikaanse suikerplanters een staatsgreep, zij plaatsten koningin Liliuokalani onder arrest en openden de deur voor Amerikaanse inlijving. Toen duidelijk werd dat de nieuwgekozen Amerikaanse president Grover Cleveland tegen annexatie was, probeerde de aftredende president Benjamin Harrison nog snel een annexatiewet door het parlement te jagen. De Senaat haastte zich echter niet en had de wet nog in behandeling toen op 4 maart 1893 de overdracht in Washington plaatsvond. Een week later trok Cleveland de wet terug.
Tussen 1893 en 1898 was Hawaï een republiek. Wel vond in 1895 de Wilcox rebellion plaats waarbij aanhangers van Liliuokalani de monarchie probeerden te herstellen. In de verkiezingen van 1897 werd Cleveland verslagen en vormden de Republikeinen weer de regering. Toen president McKinley echter weinig haast maakte met de annexatie van Hawaï, verzon de onderminister van marine Theodore Roosevelt op 22 maart 1898 een incident met een Japanse kruiser, waarna McKinley in actie kwam. Op 7 juli 1898 werd de annexatiewet geratificeerd, en vanaf 30 april 1900 behoorde het gebied tot de Verenigde Staten als Territorium Hawaï. Vanwege de strategische ligging van de eilanden werd in 1899 de marinebasis Pearl Harbor gesticht.
In de loop van de tijd verschoof de belangrijkste bron van inkomsten van Hawaï van de export van sandelhout naar walvisvaart, suikerriet, ananas en ten slotte toerisme. Om te werken in de landbouw zijn vanaf de 19e eeuw veel arbeiders naar Hawaï gekomen uit achtereenvolgens Japan, China, de Filipijnen en Portugal.
De nog altijd geldige Jones Act van 1920 veroorzaakte dat kosten van producten in Hawaï veel hoger zijn dan in de rest van de Verenigde Staten. Pogingen deze wet ongedaan te maken of te wijzigen hadden geen succes.

### Vanaf 1941

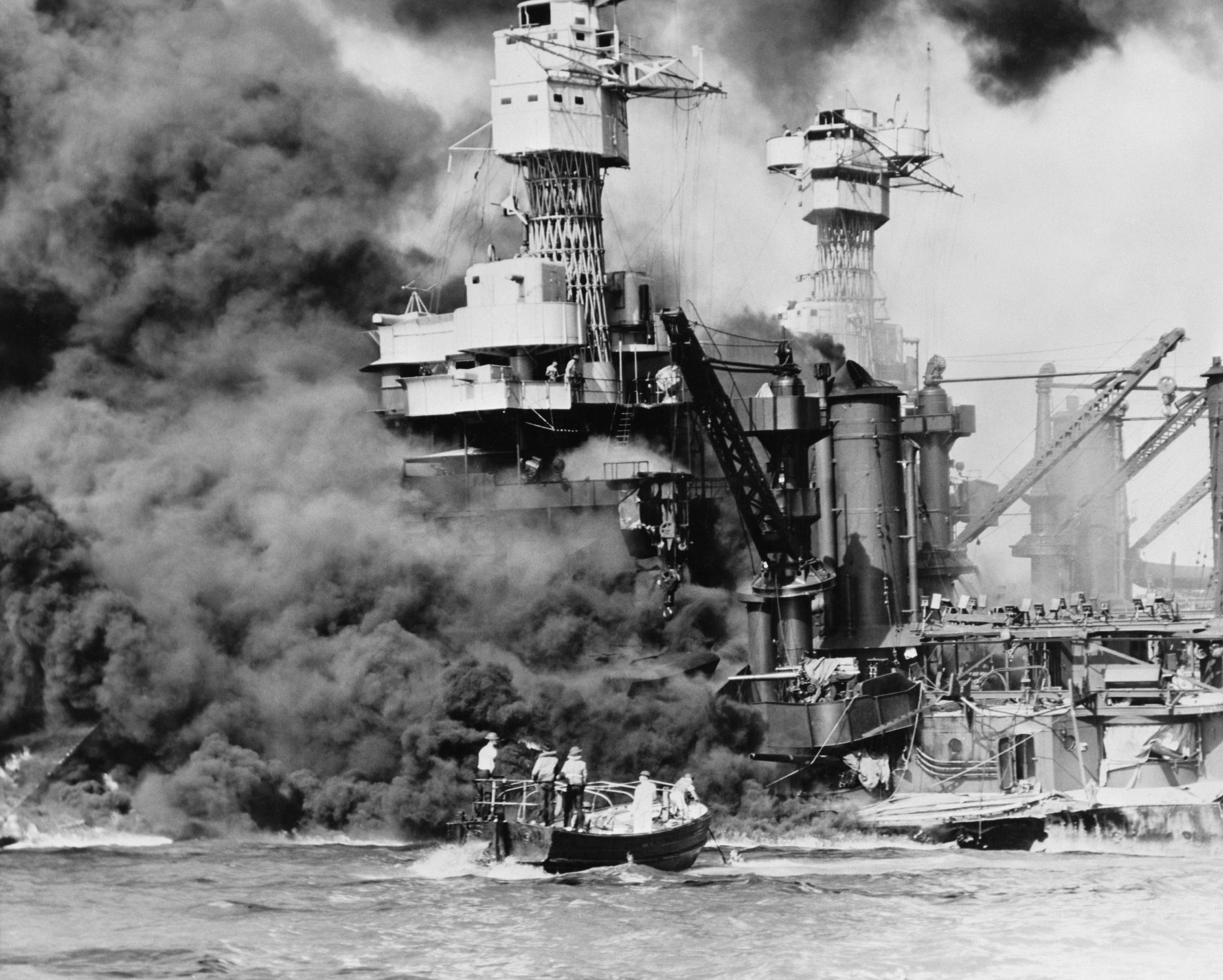
De brandende USS West Virginia tijdens de aanval op Pearl Harbor.

De Japanse aanval op Pearl Harbor (op het eiland O'ahu) op 7 december 1941 door de Japanse Keizerlijke Marine betrok de Verenigde Staten in de Tweede Wereldoorlog. De Japanse bevolking op de eilanden werd gewantrouwd en velen werden preventief vastgezet in kampen. Er waren ook veel Japanse Amerikanen die in het leger gingen. Het 442nd Infantry Regiment en het 100th Infantry Battalion bestonden bijna helemaal uit Japanse Amerikanen waarvan de meerderheid van Hawaï kwam. Het 100th Infantry Battalion zou de geschiedenis ingaan als het meest geëerde bataljon met de bijnaam The purple heart brigade. Bijna één op de drie van zijn infanteristen zou de oorlog niet overleven.
De eilanden bleven een Amerikaans Territorium tot 1959. Inmiddels was de oorspronkelijke bevolking een minderheid (in 2000 23%) geworden en besloot een staat van de VS te worden (94,3% van de bevolking stemde hiervoor), hetgeen gebeurde op 21 augustus 1959. Hierna vonden sterke politieke en economische hervormingen plaats en kwam het toerisme pas echt goed op gang. Alleen het eiland Niihau heeft het oorspronkelijke karakter behouden. Het is in zijn geheel privébezit en niet voor buitenstaanders toegankelijk, behalve op uitnodiging.

## Politiek

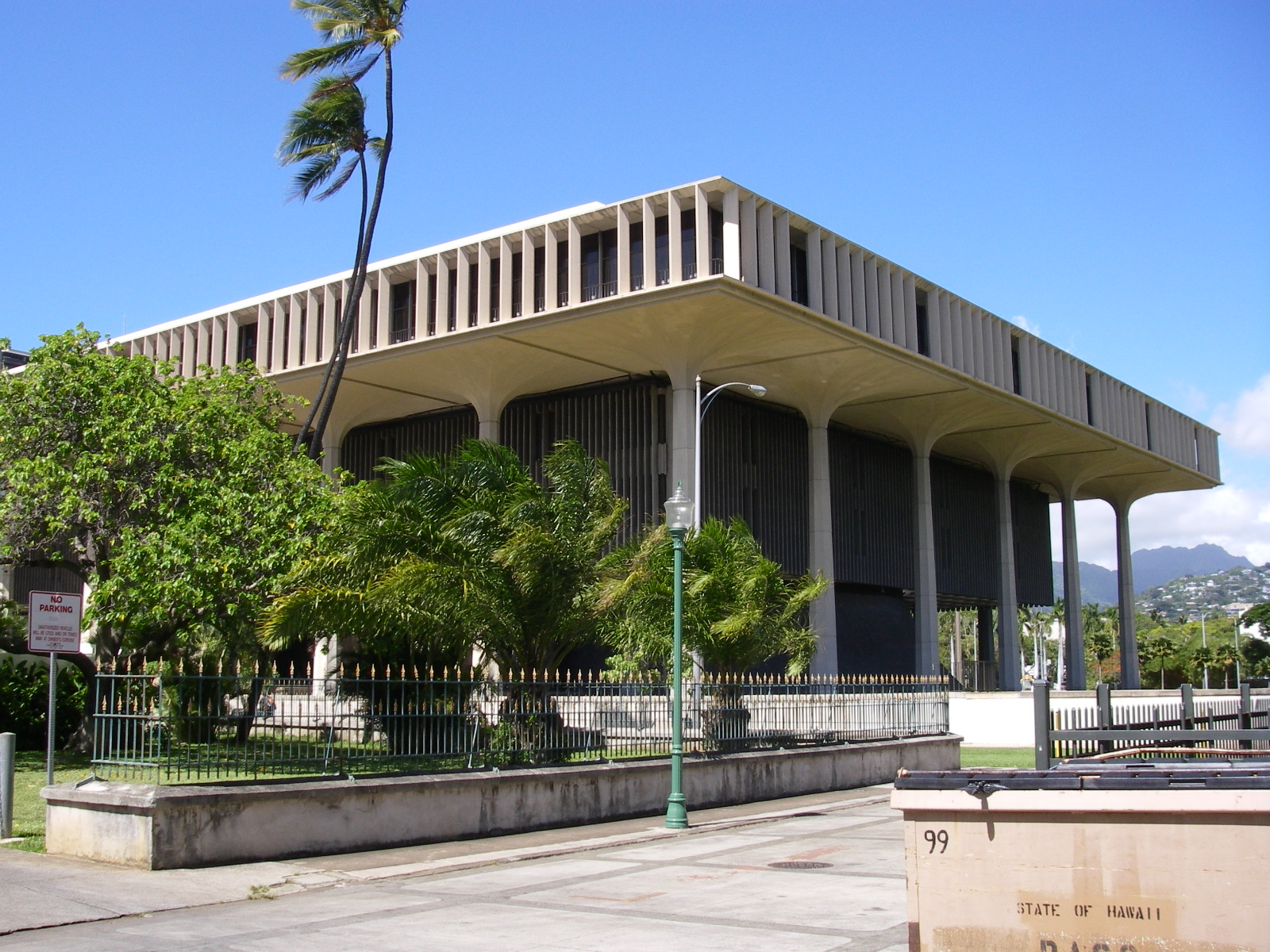
Capitool van Hawaï

Aan het hoofd van de uitvoerende macht van de staat staat een gouverneur, die direct gekozen wordt door de kiesgerechtigden in de staat. De gouverneursverkiezing van 2022 werd gewonnen door Josh Green van de Democratische Partij. Hij trad in december van dat jaar aan als gouverneur van Hawaï.
De wetgevende macht bestaat uit het Huis van Afgevaardigden van Hawaï (Hawaii House of Representatives) met 51 leden en de Senaat van Hawaï (Hawaii Senate) met 25 leden. Hawaï is de staat waar de Democratische Partij het sterkst staat op statelijk niveau. Per 2023 hebben de Republikeinen slechts zes zetels in het lagerhuis en twee zetels in de Senaat. De vertegenwoordiging in het Amerikaans Congres bestaat uit twee senatoren en twee volksvertegenwoordigers; alle vier zijn deze lid van de Democratische Partij.
Hawaï is een van de staten met een bescheiden onafhankelijkheidsbeweging. Er zijn groepen onder de Hawaïanen die de annexatie door de VS ongedaan willen maken en (meer) zelfstandigheid willen. Verschillende personen eisen de troon van Hawaï op omdat ze zouden afstammen van de afgezette koningsfamilie. De Akaka Bill van de inmiddels overleden senator Daniel Akaka zou de afstammelingen van de oorspronkelijke bevolking enige zelfstandigheid hebben gegeven. Tegenstanders vrezen dat dit een ongewenste breuk in de bevolking zou hebben veroorzaakt die gebaseerd is op ras.

## Cultuur

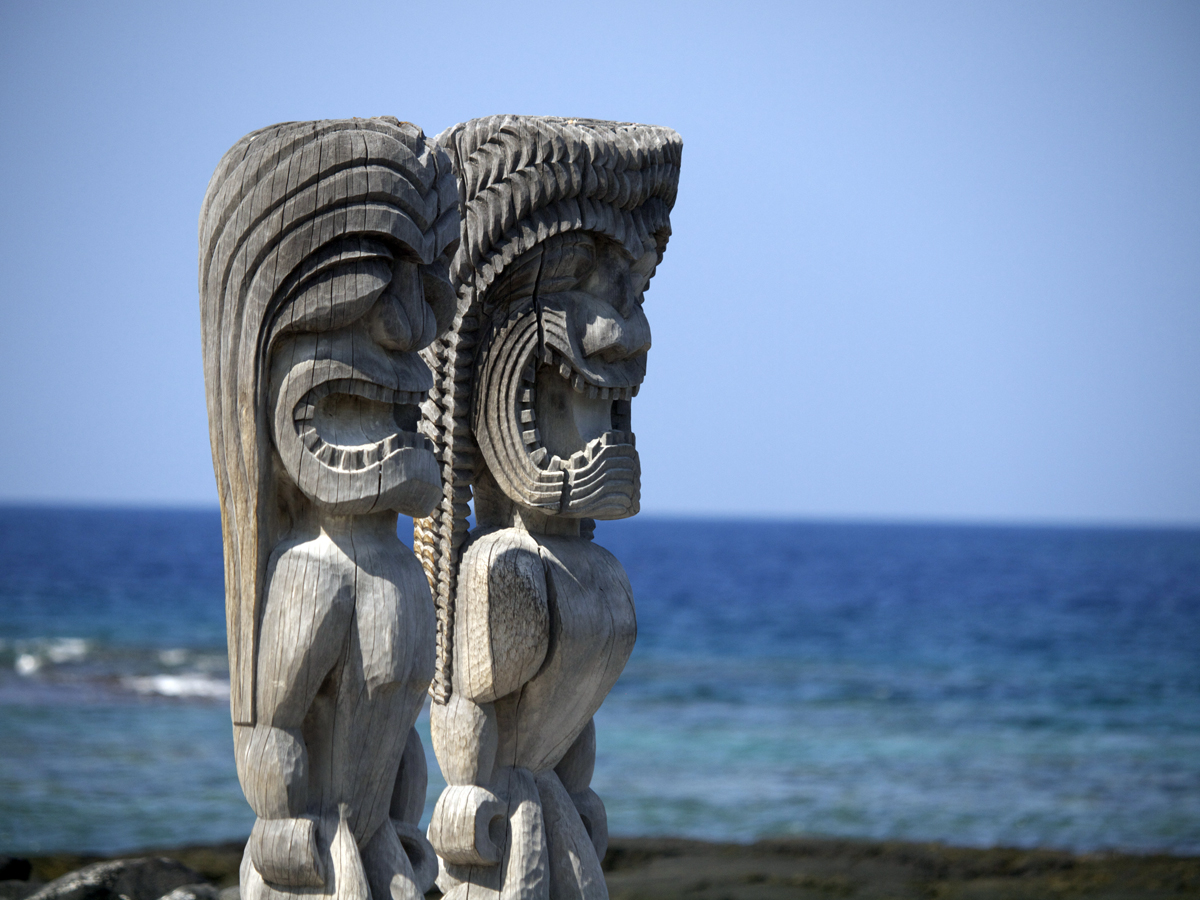
Tiki's in het Puʻuhonua o Hōnaunau National Historical Park

De oorspronkelijke bevolking is nu een minderheid op de eilanden (5,9% van de bevolking beschouwt zich geheel of deels Hawaïaans). Een aantal oude Hawaïaanse gewoontes die door de toeristenindustrie zijn overgenomen, zijn de luau (groot feest), de hoela die voor de toeristen wel wat is aangepast, en de lei (bloemenkrans). Daarnaast is er sinds 1970 een opleving van de traditionele hoela, waarbij grote aandacht wordt besteed aan de traditionele gebruiken.
Muziek uit Hawaï is bekend wegens de ukelele en de slack-key gitaar. Ook is Hawaï bekend van het alohashirt (en andere kleding met bontgekleurde bloemmotieven). De Hawaïaanse keuken is sterk beïnvloed door de verschillende groepen immigranten (o.a. uit China, de Filipijnen, Japan, Korea, Polynesië en Portugal).
Hawaï heeft ranches en cowboys. Deze Hawaïaanse cowboys worden Paniolo's genoemd. Dit ontstond toen koning Kamehameha I in 1793 een aantal runderen cadeau kreeg van de Britse ontdekkingsreiziger George Vancouver. Tegen de tijd dat Kamehameha III aan de macht kwam was het aantal runderen enorm gegroeid en een probleem geworden. Hij liet cowboys van het vasteland komen voor advies en onder zijn regime werden de eerste ranches opgezet.
De Polynesische gebieden, zo ook de Hawaïaanse eilanden, hadden traditioneel een andere houding ten opzichte van mensen die tot de lgbt of het derde geslacht behoren. Hier namen de Māhū's (letterlijk in het midden) in de gemeenschap een religieuze plek in. Ze waren immers door de goden veranderd. Hierdoor worden lgbt's, transgenders en andere groepen beter geaccepteerd dan in grote delen van de VS het geval is.

### Taal
Het Hawaïaans behoort tot de Malayo-Polynesische talen en kent slechts twaalf letters, waaronder acht medeklinkers, waardoor de taal heel snel herkenbaar klinkt. Het schrift bestond niet voor de aankomst van missionarissen, en werd door dezen tussen 1820 en 1826 ontwikkeld. Daarvoor werd de Hawaïaanse geschiedenis door middel van legendes, vaak met behulp van zang en dans (hoela) doorverteld.
In de periode van 1830 tot 1950 is het gebruik van Hawaïaans als eerste taal sterk achteruitgegaan. Nu spreken nog maar weinig inwoners Hawaïaans als moedertaal en wordt er vooral Engels gesproken. De taal heeft echter in de jaren vijftig meer belangstelling gekregen. Sinds 1978 is het een van de twee officiële talen van de staat Hawaï en geven de openbare scholen les in de Hawaïaanse taal. Er zijn ook scholen, zoals de Kamehameha Schools, die alleen toegankelijk zijn voor kinderen die (deels; minstens 1/16) afstammen van de oorspronkelijke bewoners en waar sterk de nadruk wordt gelegd op de Hawaïaanse taal en cultuur.
Naast Hawaïaans en Engels is het Hawaïaans pidgin in zwang, een vereenvoudigde mengvorm van Hawaïaans en Engels. Dit is technisch gezien overigens geen pidgindialect maar wel ontstaan uit verschillende oudere pidgins.

### Hawaïaanse mythologie en religie

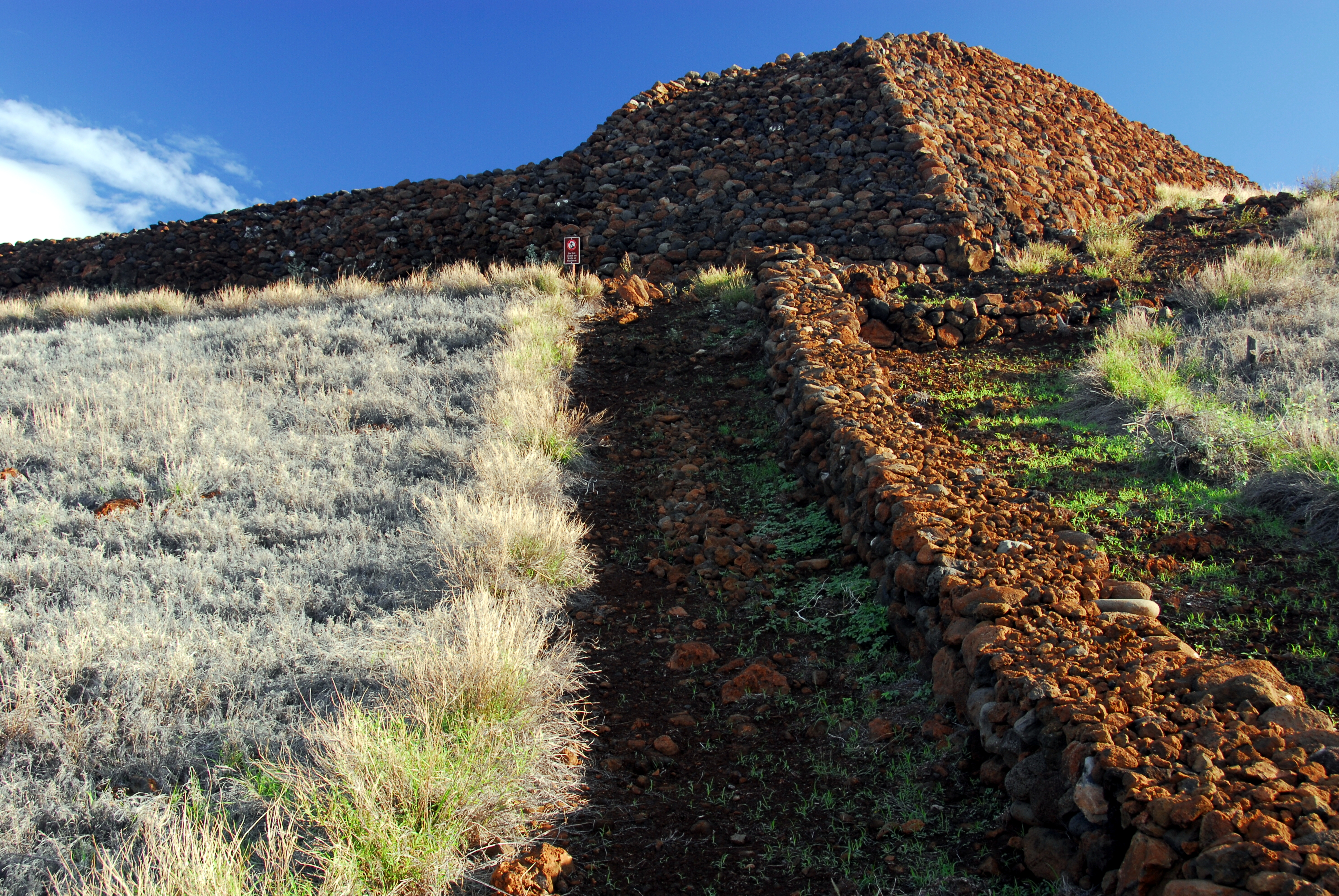
De tempel Puʻukoholā Heiau op het eiland Hawaï.

De Hawaïaanse religie en mythologie hebben hun wortels in de natuurgodsdienst zoals die ook in andere delen van Polynesië wordt beleden. De religie is polyteïstisch en animistisch, waarbij de geesten ook voortleven in de wind en de golven.
Het Hawaïaanse pantheon kent vele goden. Daarnaast had elk gezin zijn eigen beschermheiligen of goden, de aumakua. De belangrijkste goden (de grote vier) zijn:
- Kāne de god van de creatie en het leven
- Kū van de strijd, het land en de mannelijkheid. Voor Kū werden mensenoffers gebracht
- Lono van de vruchtbaarheid, landbouw, regen, muziek en vrede
- Kanaloa van de zee, de onderwereld en de magie. Hij wordt vaak afgebeeld als een octopus en is de equivalent van de duivel.

Er zijn vele lagere goden waarvan Pele de godin van o.a. de vulkanen de bekendste is. Een Hawaïaanse tempel wordt een heiau genoemd en bestond uit een stenen platvorm, vaak omringd door een muur of soms een beeldengalerij. Een belangrijk voorbeeld is de Puʻukoholā Heiau. Een luakini was een tempel voor dieren- en mensenoffers.
Van het scheppingsverhaal zijn meerdere versies. De Hawaïaanse eilanden werden ofwel gecreëerd door de goden Wākea en Papahānaumoku ofwel door de legendarische persoon Māui waar vele verhalen over bestaan. Een ander verhaal vertelt over de geboorte van Hawaï uit het ei van een grote vogel.
Volgens de mythologie hebben de Hawaïanen een gezamenlijke voorouder, Haloa, die goddelijke ouders had. Een andere legende verhaalt over Taaroa. Hij zou de eerste man Araca uit rode aarde hebben gemaakt en het leven via zijn neus erin hebben geblazen. Hij maakte de eerste vrouw uit de beenderen van de man en noemde haar Ivi.
De legende over Hawaiʻiloa gaat over de ontdekker van Hawaï. Onder zijn leiding zouden de eerste mensen de eilanden bereikt hebben. Een andere bekende legende is die van de Menehune, een dwergvolk dat al op de eilanden woonde voordat de eerste mensen arriveerden. De Menehune werden de binnenlanden ingedreven waar ze nog steeds in het geheim leven. Soms bouwen ze tempels of leggen ze visvijvers aan.
De oude Hawaïaanse maatschappij had een kastenstelsel, bestaande uit drie kasten die met een complex systeem van rituelen bij elkaar gehouden werd. Dit systeem, kapu genoemd, bepaalde elk detail van het leven en had vele taboes. Zo was het zelfs verboden om de schaduw van een Aliʻi (lid van de hoogste kaste) aan te raken. De Kumulipo is een gezongen gedicht waarin de hoogste kaste met de goden verbonden wordt.
De Hawaïaanse cultuur en religie werd in de 19e eeuw onderdrukt maar aan het eind van die eeuw en in de jaren zeventig van de twintigste eeuw vond een opleving plaats die nog steeds voortduurt.

### Sport

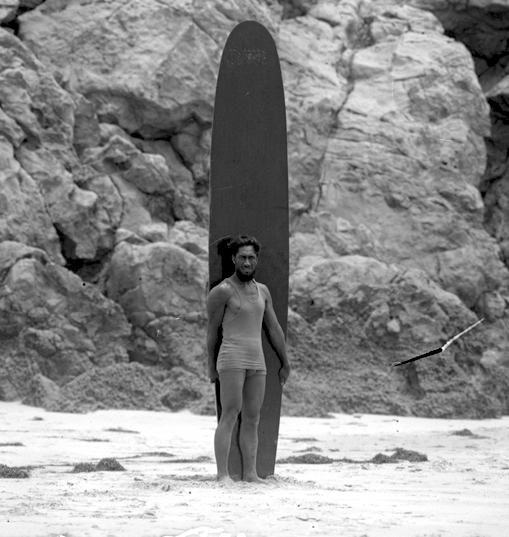
Duke Kahanamoku in 1920, gaf de surfsport wereldwijde bekendheid. Won zowel in 1912 als in 1920 olympisch goud als zwemmer en was filmacteur.

Hawaï is met name bekend door het surfen. Men is het er niet over eens of deze sport op Hawaï is ontstaan of op een andere Polynesische eilandengroep. Op Hawaï had het een religieuze functie waarbij alleen de leden van de koninklijke familie met de grootste surfplanken mochten sporten. Begin 20e eeuw gaf Duke Kahanamoku de surfsport wereldwijde bekendheid. De Banzai Pipeline is een bekende surflocatie aan de noordkust van Oahu waar grote wedstrijden worden gehouden.
Ook roeien met een uitleggerkano is een belangrijke traditie die in ere wordt gehouden omdat de eerste Hawaïanen per kano vanuit de Marquesaseilanden waren gekomen, zo'n 2.000 kilometer naar het zuiden.
Verder is er nog peddelsurfen en paddleboarding met onder andere een race van 32 mijl van Molokai naar Oahu. In Kailua-Kona vindt jaarlijks de Ironman Hawaï-triatlon plaats.